# Stazione di Casorate Sempione
Stazione di Casorate Sempione vasútállomás Olaszországban, Lombardia régióban, Casorate Sempione településen.

## Vasútvonalak
Az állomást az alábbi vasútvonalak érintik:
- Domodossola–Milánó-vasútvonal

## Kapcsolódó állomások
A vasútállomáshoz az alábbi állomások vannak a legközelebb:
- Stazione di Somma Lombardo
- Stazione di Gallarate